# Cap 5'

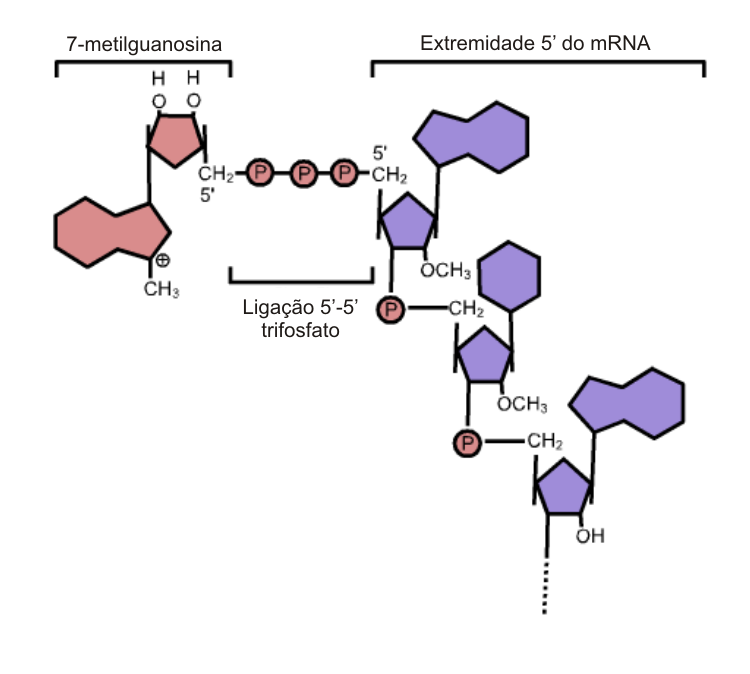
Estrutura de um Cap 5', evidenciando a ligação 5'-5'.

Cap 5' é uma estrutura típica de mRNA eucariótico, a qual é gerada pela ligação 5'-5' trifosfato entre a extremidade 5' de uma molécula de mRNA precursora e um nucleotídeo alterado (GMP metilado).
O Cap 5' protege o mRNA contra a ação de ribonucleases, proteção contra a ação de fosfatases e também é responsável por interagir com complexos protéicos que processam, exportam o mRNA para o citosol e promovem a ligação deste com os ribossomos.